# Жученко Михайло Васильович
Миха́йло Васи́льович Жуче́нко (нар. 1840— пом. 1880) — адвокат, громадський діяч на Слобожанщині; був одним із фундаторів і добродіїв Літературного Товариства ім. Т. Шевченка у Львові; голова ради адвокатів у місті Харків.

## Життєпис
Народився у с. Бистрівці Новомосковського повіту Катеринославської губ. 8 листопада 1840.
Походив з дворян Новомосковського повіту. Його дід Петро Кирилович Жученко (нар. 1774) — з роду полтавських козацьких старшин Жуків, син значкового товариша Полтавського полку і прапорщика Кирила Яковича Жученка (Жука, Жуковського, 1742 року народження) та його дружини Олени Іванівни Корнет. 1807 року Петро Кирилович перебував у складі Катеринославського земського війська (збір у с. Ковпаківка). Засідатель Новомосковського земського суду в 1814—1818 і 1821—1823 роках. Дружиною Петра Жученка була Ірина (Єфросинія) Гнатівна — поміщиця, дворянка Новомосковського повіту. Володіла селом Бистриківка (певно це і є та Бистрівка, де народився Михайло Жученко) з населенням усього 13 душ. Село поміщиця ділила зі своєю сестрою Меланією Гнатівною Юмашевою. У Петра і Ірини Жученків були діти — Василь (6 квітня 1807—1880), Костянтин (нар. 1812) і Наталія (нар. 1820).
Батько Михайла Жученка Василь Петрович Жученко (1807—1880) — спадковий дворянин Новомосковського повіту, поручик, засідатель Новомосковського повітового суду в 1843—1847 рр. Вносився з синами до 6-ї частини Родовідної книги дворян Полтавської губернії указом від 22 вересня 1855 року. Дружиною його була Тетяна Яківна Лаврентєва. У них народилися діти Михайло (1840—1880) і Костянтин (нар. 28 вересня 1843).
Михайло Жученко, скінчивши гімназію в Полтаві, вступає до Харківського університету, перебуваючи там за часу більш-менш вільного 1859—1863 років.
Здобувши правничу освіту, Жученко був слідчим у Катеринославі до 20 квітня 1868. Як тільки заведено нові суди, він полишив службу і з 31 травня 1868 став у Харкові адвокатом (присяжним повіреним) і, доки не покинув адвокатури, був головою ради харківських адвокатів. Адвокатура йому поталанила, але зруйнувала його здоров"я. Мусив він її покинути і полишити межі Російської імперії.
Помер він у Парижі 26 січня 1880.

## Родина
Брат Михайла Костянтин Васильович Жученко нар. 28 вересня 1843. Син підпоручика. Теж мав юридичну освіту. У службі та класному чині з 1866, дійсний статський радник з 1898. Служив по Міністерству юстиції.
Нащадком Михайла Жученка вважав себе померлий у Канаді письменник і літературознавець Яр Славутич (Григорій Михайлович Жученко, 1918—2011).